# Десантні транспорти-доки типу «Феарлесс»

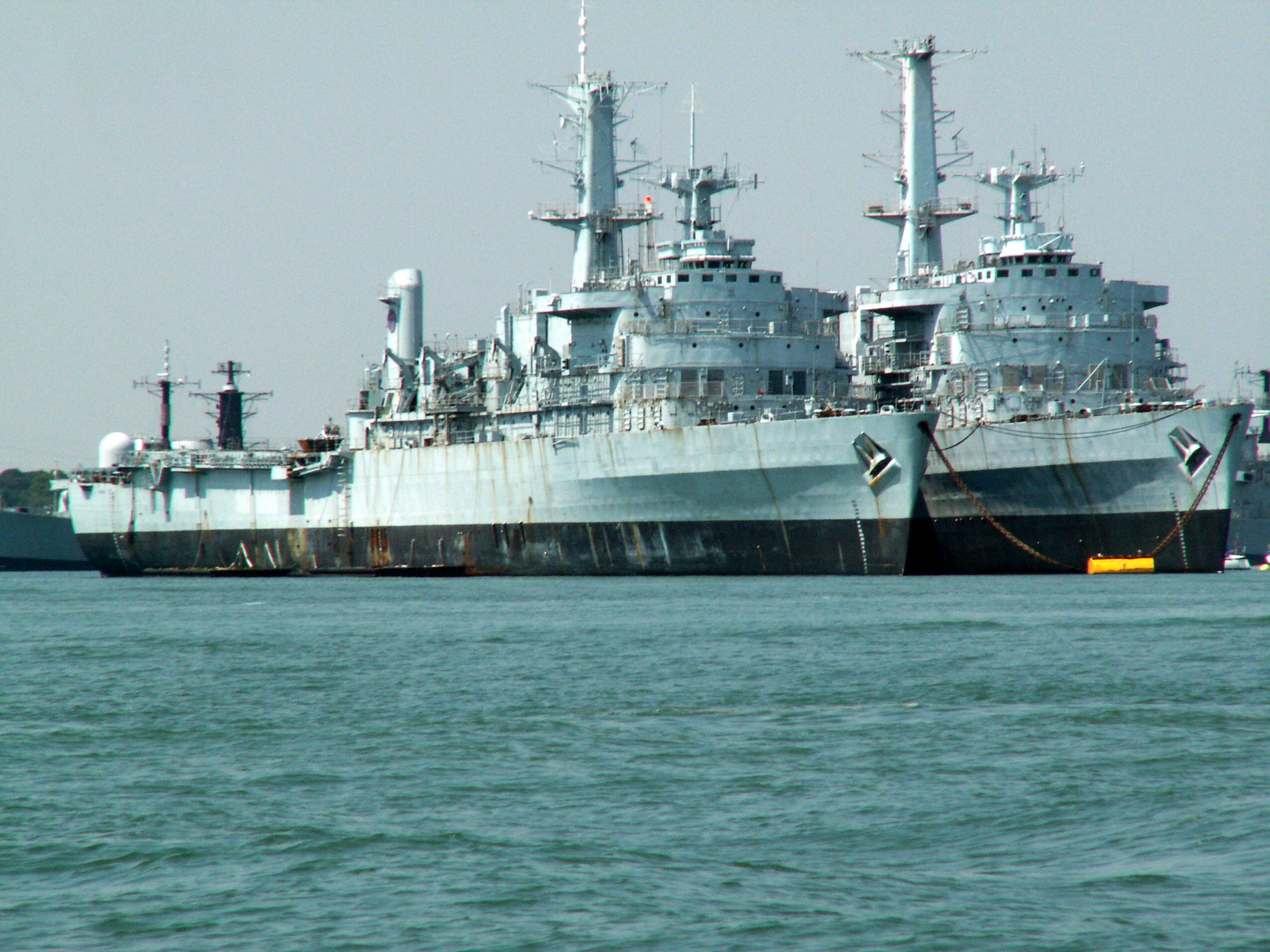
Обидва кораблі типу «Феарлесс» на базі ВМС Великої Британії у Портсмуті.

Десантні транспорти-доки типу «Феарлесс» були першими спеціально побудованими кораблями відповідного призначення у Королівському флоті. За цим проектом було побудовано два кораблі: HMS Fearless та HMS Intrepid.
Спроектовані як десантні транспроти-доки, вони призначалися для транспортування та висадки військ як за допомогою десантних катерів, так і вертольотів. Конструкція передбачала наявність внутрішнього доку, вхід до якуого був з корми. Транспортні засоби могли заїздити до призначеної для їх розміщення внутрішньої палуби через кормову рампу. У морі кораблі могли частково занурюватись, затоплюючи внутрішній док, що дозволяло десантним катерам наближатися безпосередньо до краю палуби для транспорту.
Кожний корабель ніс чотири великих десантних катери і чотри менших, розміщених на кранах у надбудові. Вони могли перевозити до 400 десантників, а якщо без транспортних засобів — то до 700.

## Служба
Обидва кораблі взяли участь у Фолклендській війні, при чому на Fearless, оснащеному сучасним обладнанням супутникового зв'язку, розміщувався штаб амфібійних сил, а також штаб третьої бригади. Церемонія підписання акту здачі аргентинського гарнізону островів, що завершила конфлікт, відбулася на палубі Intrepid.
Intrepid був направлений у резерв 1991 року, фактично припинивши активну службу. Він використовувався як донор запчастин для забезпечення функціонування Fearless. Intrepid остаточно виведений зі складу у серпні 1999. Fearless зберегли на службі і продовжили використовувати спільно з HMS Ocean до кінця 2002, коли й цей корабель вивели зі складу флоту, що готувався до надходження універсальних десантних кораблів типу «Альбіон». Кораблі типу «Феарлесс» були останніми у Королівському флоті, які рухалися за допомогою пари (якщо не враховувати атомних підводних човнів, де теж використовуються парові турбіни, які перетворюють теплову енергію від реактора на рух).
Успішне застосування цих двох кораблів та багатофункціональність, передбачена їх конструкцією, призвело до рішення замінити їх новими кораблями відповідного призначення, якими стали кораблі типу «Альбіон», навіть попри появу Ocean, вертольотоносця, який сам має помітні спроможності для висадок десантів.

## Кораблі
| Бортове позначення | Ім'я     | (а) Будівник корпусу (b) Основні виробники машин                                                                                                   | Закладені           | Спущено на воду     | Прийнято в експлуатацію | Введено в експлуатацію | Орієнтовна вартість будівництва |
| ------------------ | -------- | --- | ------------------- | ------------------- | ----------------------- | ---------------------- | ------------------------------- |
| L10                | Fearless | (a) Harland & Wolff Ltd, Белфаст (b) English Electric Co Ltd, Регбі (парові турбіни) (b) David Brown & Co Ltd, Хаддерсфілд (зубчасті передачі)     | 25 липня 1962 року  | 19 грудня 1963 року | Листопад 1965 р.        | 25 листопада 1965 року | 11 250 000 фунтів               |
| L11                | Intrepid | (a) John Brown & Co Ltd, Clydebank (b) English Electric Co Ltd, Регбі (парові турбіни) (b) David Brown & Co Ltd, Хаддерсфілд (зубчасті передачі)ч) | 19 грудня 1962 року | 25 червня 1964 року | Березень 1967 р.        | 11 березня 1967 року   | £ 10 300 000                    |